# 清顯祖繼妃
清顯祖次夫人，姓哈達那拉氏，名懇哲（穆麟德轉寫：Kenje，？—？），哈達國汗長萬所養的族女，努爾哈赤的繼母。

## 生平
根據《清入关前史料选辑》的記載，哈达国汗所养族女掯姐在塔克世的嫡夫人厄墨气奚塔喇氏去世後，成為塔克世的次夫人。納喇氏刻薄寡恩，對嫡夫人所出的淑勒贝勒即後來的清太祖努爾哈赤苛刻。因此，弩儿哈奇在於十九歲时就被迫分家单独过日子，而且分得的家產还很少。
納喇氏生下兒子把牙喇，号兆里兔。

## 延伸阅读
[在维基数据编辑]
 《清史稿/卷214》，出自趙爾巽《清史稿》